# 莫卡梅
莫卡梅（Mokameh），是印度比哈尔邦Patna县的一个城镇。总人口56400（2001年）。

## 人口
该地2001年总人口56400人，其中男性29805人，女性26595人；0—6岁人口8958人，其中男4615人，女4343人；识字率56.33%，其中男性为64.59%，女性为47.07%。